# 车秀景
车秀景（韓語：차수경，1983年9月10日—）是一位韩国女歌手。

## 教育经历
- 水原女子大学（朝鲜语：수원여자대학교） 流行音乐专业

## 音乐
| 发行日期       | 标题                                   | 备注 |
| -------------- | -------------------------------------- | ---- |
| 2009年3月5日   | Karpos                                 | 单曲 |
| 2011年1月24日  | Rainbow #1                             | 单曲 |
| 2011年6月23日  | Rainbow #2                             | 单曲 |
| 2013年7月18日  | 에이프릴（4月）                        | 单曲 |
| 2013年9月11日  | 웃을 거야                              | 单曲 |
| 2013年12月26日 | 외사랑（独爱）                         | 单曲 |
| 2014年7月28日  | 나침반이 필요해                        | 单曲 |
| 2014年11月4日  | 나도 여자고 사람인데（我是女人也是人） | 单曲 |
| 2015年7月16日  | Humming                                | 单曲 |
| 2015年9月23日  | 지우고 지워도（即使抹去也）            | 单曲 |
| 2016年1月22日  | 잠들기 싫은 밤（不想入睡的夜晚）       | 单曲 |
| 2016年2月2日   | 《天上的約定》 OST Part.1              | OST  |
| 2016年3月25日  | Poignant Memories                      | 单曲 |
| 2016年4月1日   | 2016 《妻子的誘惑》 （无法饶恕）       | OST  |
| 2016年11月29日 | 그 사랑                                | 单曲 |

## OST
- 2006年 MBC电视剧 《얼마나 좋길래（有多爱）》 - 내 삶에 넌（我生命中的你）
- 2006年 SBS电视剧 《게임의 여왕（游戏女王）》 - 널 원해（期盼着你）
- 2008年 SBS电视剧 《아내의 유혹（妻子的诱惑）》 - 용서못해（无法饶恕）
- 2009年 KBS电视剧 《파트너（夥伴們）》 - 한사람（一个人）

## 綜藝節目
- 2016年 JTBC 《Two Yoo Project - Sugar Man》 Ep 22[1][2]